# Bram Stoker
Abraham „Bram” Stoker (n. 8 noiembrie 1847, Clontarf, un cartier lângă Dublin — d. 20 aprilie 1912, Londra) a fost un scriitor irlandez, cunoscut în primul rând prin romanul Dracula.

## Biografie
Tatăl său a fost  Abraham Stoker (1799-1876)  născut în Dublin, iar mama a fost feminista irlandeză Charlotte Mathilda Blake Thornely (1818-1901). 
La 7 ani a fost înscris la școala particulară a preotului William Woods. 
Bram Stoker a studiat la Trinity College pe care l-a absolvit cu o diplomă în matematică. În același timp, muncea ca funcționar la castelul din Dublin și a început activitatea ca scriitor, fiind critic de teatru la ziarul local Dublin Evening Mail. După ce a publicat o cronică favorabilă la adresa actorului Henri Irving, acesta a devenit mai târziu prieten cu el. Prin intermediul lui Irving, l-a cunoscut pe președintele Americii, Theodore Roosevelt. 
A devenit pe rând, auditor la Societatea Istorică a Colegiului din Dublin și președinte al Societății Filozofice Universitare, unde a prezentat cu succes lucrarea Senstationalism in Fiction and Society.
Prima sa lucrare importantă a apărut în 1876, The Duties of Clerks of Petty Sessions in Ireland, o carte de non-ficțiune care a rămas până în prezent o operă de referință.
Doi ani mai târziu, Stoker s-a căsătorit cu Florence Balcombe, alături de care s-a mutat la Londra. Aici se naște fiul lor, Irving Noel Thornley Stoker. Tot la Londra a devenit administrator al Irving Company la Lyceum Theatre.
În capitala britanică, Bram Stoker a intrat în înalta societate și a avut astfel șansa de a întâlni scriitori celebri ca James Abbott McNeill Whistler și pe Sir Arthur Conan Doyle, dar și pe Hall Caine, care va deveni unul dintre cei mai buni prieteni ai săi și căruia de alfel i-a dedicat romanul Dracula.
Bram Stoker a încetat din viață pe 20 aprilie 1912, la Londra, după ce a suferit mai multe accidente vasculare.

## Dracula

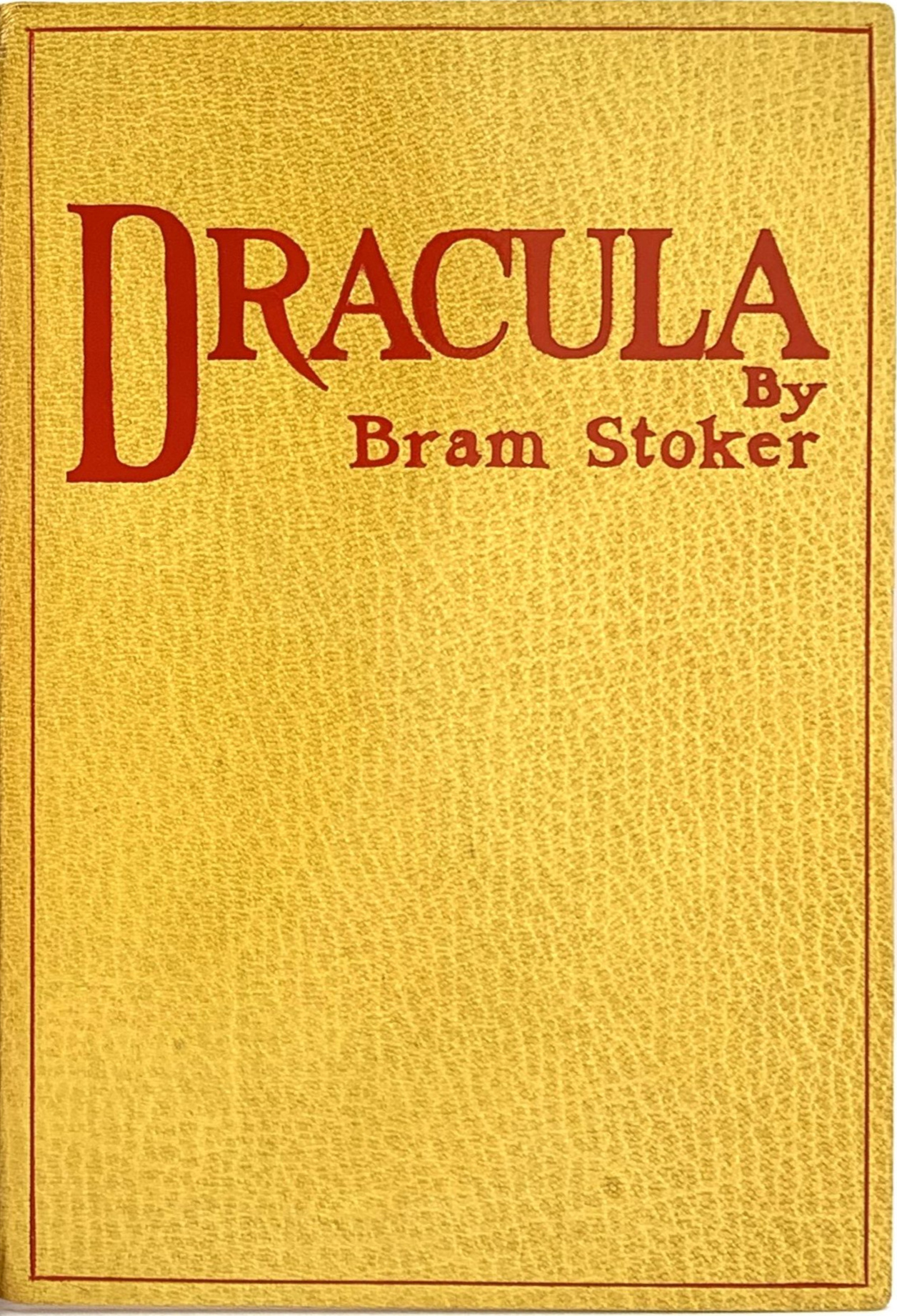
Coperta primei ediții a romanului Dracula

Stoker nu a călătorit niciodată în estul Europei, locul în care se desfășoară acțiunea romanului  Dracula, însă timp de șapte ani s-a dedicat unui studiu intens de cercetare a folclorului european și a poveștilor mitologice cu vampiri. De asemenea, s-a întâlnit cu  scriitorul maghiar Armin Vambery, cel care i-a povestit despre poveștile misterioase ale Carpaților, care au ajutat la crearea peisajului horror din roman. Povestea contelui Dracula a fost inclusă în multe genuri literare. 
Unii au spus că face parte din literatura horror. Au urmat multe ecranizări și puneri în scenă a acestei cărți.
Romanul începe cu călătoria lui Johnatan Harker, un avocat debutant, în Transilvania la castelul contelui Dracula pentru a aranja cumpărarea unei moșii în Anglia. După puțin timp, acesta observă că este prizonier. 
Reușește să scape. Prietena soției lui este o victimă a contelui Dracula care încerca să scape de el. 
Contele merge cu vaporul până la Whitby, în Yorkshire, unde se află noua sa moșie, luându-și cu el coșciugul și cufere cu pământ din cimitirul familiei sale. 
În Anglia, Harker și profesorul Van Helsing, expert în vampiri și cazuri ca acestea, își dau seama de adevărata față a lui Dracula. Se străduiesc și izbutesc în mare parte s-o salveze din ghearele contelui pe soția lui Jonathan Harker. 
În finalul cărții, Jonathan Harker i-a tăiat beregata contelui, în timp ce Quency Morris, un aventurier american, i-a înfipt un cuțit în inimă, contele trasformându-se în scrum și tăiat în rondele.
Prima adaptare cinematografică a romanului Dracula se numește "Nosferatu – Simfonia groazei" în regia lui F.W.Murnau. Filmul a fost făcut după moartea autorului însă fără acordul soției lui moștenitoare a drepturilor de autor. Aceasta a dat compania în judecată, a câștigat, iar copiile filmului trebuiau distruse. Din fericire, câteva copii au rămas.

## Opera literară
Bram Stoker a scris 13 romane, o serie de nuvele incluse în trei colecții și de asemenea, mai multe povestiri. Genul acestora include gotic horror, fantezie, aventură, comedie și romantism. Stoker a mai scris articole și două volume de memorii.

### Romane
- The Chains of Destiny  (1875)
- The Snake's Pass (1890)
- The Watter's Mou' (1895)
- The Shoulder of Shasta (1895)
- Dracula (1897)
- Miss Betty (1898)
- The Mystery of the Sea (1902)
- The Jewel of Seven Stars (Rubinul cu șapte stele) (1903)
- The Man (The Gates of Life') (1905)
- Lady Athlyne (1908)
- Snowbound: The Record of a Theatrical Touring Party (1908)
- The Lady of the Shroud (1909)
- Lair of the White Worm (1911)

### Colecții de nuvele
- Under the Sunset (1881)
  - Under the Sunset
  - The Rose Prince
  - The Invisible Giant
  - The Shadow Builder
  - How 7 Went Mad
  - Lies and Lilies
  - The Castle of the King
  - The Wondrous Child

- Snowbound (1908)
  - Preface
  - The Occasion
  - A Lesson in Pets
  - Coggins's Property
  - The Slim Syrens
  - A New Departure in Art
  - Mick the Devil
  - In Fear of Death
  - At Last
  - Chin Music
  - A Deputy Waiter
  - Work'us
  - A Corner in Dwarfs
  - A Criminal Star
  - A Star Trap
  - A Moon-Light Effect

- Dracula's Guest (1914) (publicată postum de Florence Stoker) 
  - Dracula's Guest (versiune alternativă a primului capitol din Dracula)
  - The Judge's House
  - A Gipsy Prophecy
  - The Coming of Abel Behenna
  - The Burial of the Rats
  - A Dream of Red Hands
  - Crooken Sands
  - The Secret of the Growing Gold

### Alte povestiri
- 1872 The Crystal Cup
- 1875 Buried Treasures
- 1875 The Chain of Destiny
- 1885 Our New House
- 1886 The Dualitists
- 1893 Old Hoggen: A Mystery
- 1894 The Man from Shorrox
- 1894 When the Sky Rains Gold
- 1894 The Red Stockade
- 1898 Bengal Roses
- 1899 A Young Widow
- 1899 A Yellow Duster
- 1908 To the Rescue
- 1908 The 'Eroes of the Thames
- 1909 The Way of Peace
- 1914 Greater Love

## Vezi și
- Literatură de groază
- Premiul Bram Stoker (Bram Stoker Award)